# Head over Feet
Head over Feet is een nummer van de Canadese zangeres Alanis Morissette uit 1996. Het is de vierde single van haar derde studioalbum Jagged Little Pill.
Het nummer werd in een aantal landen een hit. In Morissette's thuisland Canada haalde het de nummer 1-positie. Ondanks dat het in de Nederlandse Top 40 slechts een bescheiden 33e positie behaalde, werd het toch een grote radiohit in Nederland. In Vlaanderen haalde het de 10e positie in de Tipparade.